# 神採りアルケミーマイスター
『神採りアルケミーマイスター』（かみどりアルケミーマイスター）は、2011年4月22日にエウシュリーから発売されたアダルトゲーム。萌えゲーアワード2011大賞部門銀賞受賞作品。
2024年8月30日には前日譚である『百千の定にかわたれし剋』が発売される予定である。

## 内容
本作は、物語を進めるADVパートと、物語中のイベントや資金集めのためにダンジョンに突入するSLGパートに大きく分かれており、SLGパートは2009年4月24日に発売された『姫狩りダンジョンマイスター』のシステムを踏襲している。
また、物語の主目的が自身の工房を運営する事にあるため、店舗運営にも主眼が置かれている。工匠会への納税や生活費の支払いにより資金が底を突くとゲームオーバーになってしまう他、物語を進めるには町人から一定以上の評価を得なければならないため、物品の作成や販売・町人の依頼をこなす事により資金や評価を稼ぐことが必要となる。作成できる物の中にはヒロインの衣装もあり、ヒロインの外見と一部のイベントCGを変えることができる。
本作の舞台はディル＝リフィーナのラウルバーシュ大陸南方セテトリ地方で、『戦女神VERITA』終盤から『戦女神』までの間の出来事を描いている。
本作には3人のメインヒロインがおり、中盤の主人公の行動によってルートが決まる。また、ルートごとに移動可能な場所やクラフト可能なアイテムの種類が若干異なる。
また、サブヒロインとのHシーンも存在する。

## ストーリー
ミケルティ王国連合にある工房都市ユイドラの新米工匠ウィルことウィルフレドは、三人の女性を護衛として迎え入れた。
ウィルたちは、様々な種族の者たちとともに日々の研鑽と工房の発展にいそしむ中、各々の抱える問題、さらには国家の危機にも立ち向かう。

## 登場人物

### 主人公
ウィルフレド・ディオン
声 - なし
原画：やくり
工房都市ユイドラで生まれ育った青年。1年前に亡くなった両親が遺した工房を継ぐために工匠を目指し、物語冒頭で試験に受かって工匠になる。愛称はウィル。
性格は真面目で日々の研鑽を欠かさない。工匠としての探究心や思慮深さも持ち合わせており、敵対する者に対しても争わずに問題を解決しようと尽力する姿勢から、様々な種族の者の心を開き、ユイドラ内外で有名になっていく。
パラスケヴァス関連では最初は誤解でありすぐに誤解は解けたが、それでも自分の納得が行くまで調査続けた結果がパラスケヴァスの協力関係になる事に繋がった。
戦闘では、攻撃用の特技を(合体技以外は)一切覚えず、パラメーターの上昇率も他のキャラに比べて控えめで戦闘向きではないが、移動力の高さや探索スキルの多さから迷宮探索で本領を発揮する。また、味方の支援も得意。
最終的には領主となり、2周目以降は特定のキャラクターを仲間にすることで名誉資格である匠王になることも可能となるほか、さらにパーフェクトガイドブックに付属するアペンドディスクを適用することで大匠王にもなれる。

### メインヒロイン
ユエラ (月爛)
声 - ユリア
原画：やくり
ディスナフロディ出身の放浪剣士で、姉を捜してユイドラを訪れた。工匠の資格がないと立ち入れないユイドラ鉱山に入るため、利害の一致から戦闘の苦手なウィルの護衛を買って出る。
曲がった事が嫌いで義理堅いが、武芸以外を教えられずに育ったため、口下手で口数も少ない。戦うことでしか自分を表現できない不器用な性格。
戦闘では遠距離攻撃手段を一切持たないが、その分近接物理攻撃に非常に秀でている。防御力は低めだが素早さと回避能力が高い。
アペンド衣装は戦女神シリーズの主人公セリカ・シルフィル。戦闘CGでは、セリカの相棒ハイシェラを模した人形を武器(？)にしている。
アペンド衣装で行為をする場合はユエラは無自覚かつ無意識だが性魔術を使っていると思われる描写がある。
漢字表記はゲーム中では一切出てこないが衣装強化の画面で確認可能
エミリッタ
声 - 真宮ゆず
原画：みつき
貴族の令嬢で、政略結婚から逃げるために家を出てきた。有名な工匠であったウィルの親には会ったことがあり、その伝でウィルを頼ってきた。
明るく自由気ままな性格だが、様々な経験や知識を得て独り立ちしようと努力する頑張り屋でもある。工匠を目指していた時期もあったが、不器用なため途中で挫折し、魔法使いとしての道を選んだ。
戦闘では、魔法使いらしく遠距離攻撃や範囲攻撃が得意。様々な属性の魔法を扱え、敵の弱点を突きやすい。その反面防御力は低い。
アペンド衣装は『姫狩りダンジョンマイスター』の使い魔リリィ(幼少期)で、『姫とボイン』(アダルトゲーム)の予約券を手にしている。なおリリィ本人は「神採りアルケミーマイスター パーフェクトガイドブック 」付属のアペンドディスクをインストールするとタイトルに追加されるミニストーリーをクリアすることでクローンユニットとして使用可能になる(あくまでクローンなので会話などの参加はない)
アペンド衣装で行為をする場合はエミリッタは無自覚かつ無意識だが性魔術を使っていると思われる描写がある(魔術に詳しいエミリッタは感づいたようなセリフはある)
セラヴァルウィ・エンドース
声 - かわしまりの
原画：鳩月つみき
ユイドラの近くにある「尖晶樹の森」に住むエルフの女性。寿命や生き方など様々な価値観の違いから人間と距離を置くエルフの中では珍しく、人間との共存を考えて各地を旅している。近年発生している環境汚染の情報収集のために訪れた酒場でウィルと出会い、共存の足がかりとして彼の護衛兼教官役を買って出る。愛称はセラウィ。
普段は落ち着いた物腰で優しいが、豊富な経験に裏打ちされた戦闘指導は厳しく「鬼教官」と評されている。
戦闘では、物理・魔法攻撃力共に若干控えめだが、弓と魔法による遠距離攻撃の種類が降不である。早い段階で全キャラ中最大の射程9を誇る攻撃技を習得できるのと、衣装による戦力ブーストが大きいため、最終的には欠かせない戦闘メンバーとなる。また、回復魔法も扱うことができる。
アペンド衣装は『冥色の隷姫』のシルフィエッタ・ルアシア。戦闘CGでは鉄球を振りまわしている。

### 仲間
メインヒロイン以外の仲間は物語本筋とは関係のないサブクエストを行うことで加入するため、仲間にせずに物語を進めることもできる。仲間が増えるとSLGパートでの戦力増強になる他、仲間の属性に対応した武器などを作成できるようになる。ヒロインのルートによっては強制的に仲間にする場合もある
アト
声 - 春日アン
原画：みつき
ウィルが研究のため、セラウィの力を借りて生み出した土精（アースマン）。生み出された当初は、材料に紛れ込んだ不純物のせいで通常の土精よりも姿が不安定で、言葉も話すことができなかった。 そんな自分を必要としてくれるウィルに懐き、徐々に本来の力を開花させていく。
後に不純物を取り除いたことで女性型となり、さらに特訓を重ねたことで強くなる。セラウィは「ウィルが自分を守ってくれる存在=母親と連想したため」女性型になったと推測しチエル。
スイナ (水那)
声 - 篠原ゆみ
原画：やくり
ユイドラ近郊にあるシセティカ湖で生まれた水精（水乙女）。恥ずかしがり屋で人見知りが激しく、常におどおどしている一方、人を疑うことを知らない純粋な心の持ち主。その性格や水精としての性質から人前には滅多に姿を見せないが、シセティカ湖に現れた魔獣の対立に巻き込まれていたところをウィル一行に助けられる。
ウィルの父親の、湖を大切に想う情念から生まれた存在であり、1年前から姿を見せなくなった彼の安否を確認するためにウィルに同行するが、共に行動するうちにウィル自身に惹かれていく。またそのことからウィルの事を「お義兄さん」と呼ぶことがある。
実は彼女から分かれた氷精が存在しており、サブクエストを進めると対決することになる。勝つと彼女の持っているスキルの一部が水那のスキルとなる。
クレール
声 - なし
原画：やくり
ユイドラ近郊の森で生まれたユイチリ（木精）の少年。クレアンヌの双子の弟。森を汚す人間のことはあまり良く思っておらず、イタズラをして追い返していたが、それに懲りずに何度もイタズラの理由を問い質しに来るウィルに興味を持つ。好奇心旺盛で人間の町にも興味があり、見聞を広めて一人前のユイチリになるためにウィルの家に居着く。
大地属性を持つユイチリとしては例外的に、電撃(風)属性の攻撃が得意。
クレアンヌ
声 - 夏野こおり
原画：やくり
ユイチリの少女。クレールの双子の姉。クレールと共にイタズラをしているが本来は真面目で弟思いな性格。クレールが一人前のユイチリになれるように陰ながら応援する。
故郷の森でクレールとずっと一緒に暮らしていたいと考えているが、ユイチリのオスの「新天地を求めて外界に旅立とうとする」性質がクレールに出始めた事で思い悩んでいる。
シャルティ
声 - 金田まひる
原画：鳩月つみき
睡魔マーテル種の少女。明るく表裏のない性格。セテトリ地方北部の出身だが、『戦女神VERITA』での騒乱によりディジェネール地方から魔物が流入してきたため、南方に逃れてきた。
「食事」のためにユイドラの家庭持ちの男性と交わっていたために、主に女性から敵視されウィルに討伐依頼が回ってくるが、お人好しなウィルに庇われて処断を逃れる。その恩義もあってウィルに協力することになる。
ある目的のために宝石などの光物を集めている。
狐伯蓮(コハクレン)
声 - まきいづみ
原画：やくり
火山一帯を支配する狐炎獣(サエラブ)の主。「仙狐」と呼ばれる、狐炎獣の中でも最高位の力を持つ者の一人で、9本の尾を持つ女性の姿を取る。
永く生きているためか退廃的な性格で、狐炎獣の聖域を侵したウィルに対して暇つぶしに無理難題を吹っかけ、脱落する様を楽しもうとしていたが、監視に就かせたサエラブまでもがウィルを認めたことで彼を見直す。
ユイドラではあまり知られていないがディスナフロディなど周辺国では神獣として崇められている存在であり、人外の者達への顔も利く。
サエラブ
声 - なし
原画：鳩月つみき
火山一帯に住むオスの狐炎獣。狐伯蓮と違って人の姿は取れず、見た目は炎を纏った狐のようだが、知能は高く念波で人間との会話もできる。
主である狐伯蓮の命令により、監視のためにウィルに同行する。当初は人間を下等な者として見下していたが、ウィルの心意気に触れて認識を改め、積極的に力を貸すようになる。
なお、サエラブは種族名であり、仲間になるサエラブには「永恒」(えいこう)という名があるが、作中では一部のイベントでウィルと狐伯蓮が名前を呼ぶ以外は「サエラブ」と呼ばれている。
メロディアーナ
声 - 北見六花
原画：やくり
特定の現神や古神の元に就かず、山頂の廃教会にて近隣の人間の成長を見守る天使一派の一人。階級は第八位アプサエル。生真面目で実直、その立ち振る舞いは高貴であり、「天使」を体現したような存在。
近年急成長を遂げ、周囲の自然環境に問題を起こしつつあるユイドラについて注視しており、その行く先を見通すため、期待の新鋭と評されるウィルを監視するために同道する。当初はウィルに対して一線を引いた対応をしていたが、問題解決のために尽力するウィルの熱意に触れ、彼を愛おしいと思うようになる。
かつてはエリザスレインの元に身を置いていたが、彼女のやや過激な思想を許容できず、袂を分かっている。
エリザスレイン
声 - サトウユキ
原画：
高山の聖堂ミサンシェルに住まう天使一派の長で、階級は第五位ザナティエル。真面目一辺倒のメロディアーナとは異なり、知略を好む老獪とした性格。
三神戦争を経験しており、人間の成長は世界に悪影響を及ぼす、という考えから人間に「停滞」を望んでおり、急発展を遂げるユイドラや、様々な種族の仲を取り持つウィルの存在を危険視している。一時はユイドラとミサンシェル間での戦争にまで発展してしまうが、自身を打ち破ったウィルの力を改めて見直し、人間の力の源泉を見極めるために仲間に加わる。
伝説になるほどの美しい歌声を持ち、その声で他者を操ることができる。
パラスケヴァス
声 - なし
原画：
地底湖に棲む巨大な幻獣。上半身は人型、下半身は鯨のような姿をしている。言葉を発することはないが、エルフであるセラウィとは多少の意思の疎通はできる。
地底湖を訪れる人間を襲っていたが、その原因を探っていたウィルにより人間を襲う理由が解消され、協力関係になる。
ガプタール
声 - なし
原画：
セテトリ地方とディジェネール地方を分かつ、フェマ山脈に住まう竜族のうちの一匹。
悪徳商人ガンツによって持ち去られた、魔の流入を防ぐ宝玉を取り戻すために彼を襲撃するが、事情を知らないユイドラの工匠達には危険な魔物として認識されてしまう。
誤解が解けた後は竜族の行動方針により、人間とも不干渉を貫こうとしていたが、竜族の知識を得たいウィルの熱意に折れて協力を約束する。
ラグスムエナ
声 - 星咲イリア
原画：
最近ユイドラ近辺に出没するようになった、「死神」と呼ばれる霊体の存在。ユエラの姉に酷似した外見を持つ。
死者の念を取り込んで活動するような存在で、死者の念を取り込んでいる間は感情もなく無差別に生物を襲うが、ラグスムエナ本体は無気力で、生きるために必要最低限の活動しかしない。
討伐された後も復活してユイドラ鉱脈内を彷徨い始めるが、ユエラに興味を覚えてウィル一行の仲間に加わる。
ユエラルートで彼女がいるとイベントが追加される
ミレーヌ・プロア
声 - ダイナマイト亜美
原画：
上級悪魔の一種で、空間を操る力を持つ「歪魔」の姫。彼女の落とし物をウィルがたまたま拾ってしまったことで彼の元に現れ、歪魔族によるユイドラの襲撃を予告する。
歪魔らしく享楽主義的な性格だが、戦い以外の楽しみを知らず、負けた後は命を絶とうとしていた。そこで、もっと様々な知識(楽しみ)を得れば歪魔族がいたずらに人間を襲うことがなくなると考えたウィルにより、人間の生活を学ぶために仲間に加えられる。
ユイドラ付近の歪魔を統括しており、彼女命令一つでユイドラに攻め入ることも可能(ストレスが溜まった歪魔は言う事を聞かないことがあるらしい)
彼女との行為は純愛系の今作では一風変わっているがそれでも『無理矢理』ではなく彼女自身がそっちの方が面白そうという理由である。
初期回避率が高く、さらに回避率を上げる装備品を装備させるとほぼ当たらなくなる。
彼女との一回目の戦闘時は負けてもゲームオーバーにはならないが彼女関連のイベントがそこで終了してしまう
フィニリィ
声 - 大波こなみ
原画：
精霊の中でも非常に強力な力を持つ「精霊王女」と呼ばれる存在。外見は小柄で蝶の羽を持ち、性格も好奇心旺盛でイタズラ好きと、妖精のようなイメージ。
膨大な魔力によって住処に幻惑の霧を作り出し、人間を惑わして遊んでいたが、ウィルの発明によって幻術を破られてしまう。自分の幻術を破ったウィルを研究して術をより高度なものにしようと考え、彼に同行する。
アスモデウス
声 - 伊東サラ
原画：
ユイドラ鉱床の奥深くに存在する神殿に封印された、禍々しい姿の魔神。七つの大罪の一つ色欲を司っている。堕天した天使であり、かつての階級は第一位『熾天使』。その位に恥じない強大な力を持つ。
人間を堕落させる悪しき存在であるが、創造神を立てるために「神の敵となり、最後には必ず負ける、全力を出してはならない」運命を自ら受け入れて堕天した、神を愛する誇り高い存在でもある。古き盟約となった今でさえその覚悟は色褪せてはいない。その生き様に対して素直に感服したウィルに逆に興味を抱き、力を貸すことを約束する。
最初(一度目の戦闘後)にウィルに渡した「影詠の腕輪(かげよみのうでわ)」はアスモデウスを呼び出せるが『蠍』が仕掛けられており、ウィルは色欲に苛まれることになった。その後メロディアーナとエリザスレインによってこの腕輪は破壊された。呼び出せるがあくまで幻影なので会話しかできない。
次にウィルに渡した『星辰廻廊の腕輪(せいしんかいろうのうでわ)』はアスモデウスを召喚させるものでこれに呼び出された場合は短い間でも従属を誓った。従属を誓う故に『蠍』はついていない。

### 街の住人
レグナー・アーシェス
声 - なし
原画：やくり
ウィルの親友であり、ライバルでもある青年。ウィルよりも1年早く工匠となっており、ユイドラ随一の高い技術力を持つゴーレム使いとして名を馳せている。冷静沈着で皮肉屋だが、ウィルに対しては何かと世話を焼く(本人曰く、「君が追いついてくれないと張り合いがない」とのこと)。
ユイドラの将来を考えて行動しており、シナリオによっては彼を中心としてユイドラを取り巻く情勢が大きく変動する。
「神採りアルケミーマイスター パーフェクトガイドブック 」付属のアペンドディスクをインストールするとタイトルに追加されるミニストーリーをクリアすることにより、ゴーレム共々クローンユニットであるが仲間として使うことができる。
ユエラルートの最後は人質としてディスナフロディに派遣される事になるが、本人はその事を了承している。
ロサナ・レビエラ
声 - 紫苑みやび
原画：鳩月つみき
現ユイドラ領主であり、ユイドラ工匠会の長。貴族の出身でもあり、優雅な立ち振る舞いの女性。
貴族という立場もあってミケルティ王国連合の政治的な不安定さを熟知しており、ユイドラを守るために日々奔走しているが、近年は自身の力の衰えを感じており、後継者となる人材を探している。
そこで最近力を付け始めたウィルに目を付けた。
ディスナフロディ出身のある人物と知り合ったことで東方の技術に聡くなり、彼女自身も着物のような衣服を着用している。
ティアン
声 - なし
原画：
酒場を営む男性。家庭持ち。スキンヘッドとヒゲがチャームポイント。
ウィルとは昔から家族ぐるみの付き合いがあり、両親を亡くしたウィルの支えにもなった後見人的な存在。
アペンドディスクでは何故か彼の頭に色々な装飾品を付けることができるがそれにより後の会話が変化することは無い。
ジェーン
声 - 青山ゆかり
原画：
街の闘技場を管理するお姉さん。様々な人間が出入りする闘技場を管理しているため顔が広く、裏家業の人間にも知り合いが多い。
強い男が好きと公言し、工匠として戦闘の腕も急成長しているウィルを特に気に入っている。
ハンナ
声 - 逢川奈々
原画：
ユイドラの教会の修道女。商売神セーナルを奉じた教会を運営しているが、工匠の町ユイドラでは信奉者や販売している回復薬の利用者が少ないことを嘆いている。
アペンドディスク「ハンナさんの巡礼旅行記」をインストールすることで、仲間として使えるようになる。

### 予約特典キャラ
ロカ・ルースコート
声 - 青山ゆかり
座礁した船に積まれていた神器を回収するためにテセトリ地方を訪れた、マーズテリア神殿の神官戦士。
予約特典アペンドディスクを追加インストールすることで、シークレットキャラクターとして登場する。
事件解決後、信用に足ると判断したウィルに魔導鎧の作成を依頼し、『戦女神』と同じ格好の彼女を見ることができる。
リフィア・マーシルン
声 - 佐々留美子
『戦女神VERITA』での事件終結後、イリーナの魂を追って南方へやってきたメンフィル帝国の皇女。魔神グラザの血を継ぐ半魔人で、幼い外見に似合わず強大な魔力を持つ。
破天荒な性格は相変わらずで、当初の目的を忘れて各地で厄介事に首を突っ込んでいる。
予約特典アペンドディスクを追加インストールすることで、シークレットキャラクターとして登場する。
エヴリーヌ
声 - ユリア
リフィアに連れ回されている、かつて魔術師ブレアードによって召喚された魔神の少女。飽きっぽいが故か、行く先々で騒動の起こるリフィアとの旅を楽しんでいるようだ。
予約特典アペンドディスクを追加インストールすることで、シークレットキャラクターとして登場する。

### いつものメイドさん達
エウシュリーのマスコットで、2周目以降に登場する。本作では今までのシリーズと異なり、和風の衣装となっている。
エウシュリーちゃん (エウ娘)
声 - ダイナマイト亜美
今作では武器が箒から掃除機になった。パラメーターやスキルのバランスが良いオールラウンダー。
ウィルに最初に依頼するのは彼女である。その依頼を達成するとエウカードが出現するようになる『カードのお守り』を貰う事が出来る。
桃色の掃除機を作ると仲間になる。
箒も置物ではあるものの作成可能であり、置いておくとイベントが発生する。
ブラックエウシュリーちゃん (黒エウ娘)
声 - 青山ゆかり
魔法攻撃に特化したユニット。メイド天使の中では唯一近接攻撃手段を持たない。カップラーメン好きは相変わらず。
鉄製やかんを作ると仲間になる。
アナスタシア (ナス)
声 - 大波こなみ
今作では回避に特化したユニットとしての座をミレーヌに奪われた格好だが、メイド天使特有の物理攻撃耐性により、高火力・高防御を誇る。なお「メイド天使」ではあるが、種族は「精霊」となっているため「天使援護」の効果を得ることは出来ない。
また、工房に設置する家具として、彼女の本来の姿が登場する。
鉄製バケツを作ると仲間になる。
エウクレイアさん
声 - なし
今作では木刀ではなく鉄扇で戦う。相変わらず声が小さい(セリフは全部「……」となっている)が、珍しく目は隠れていない。攻撃力が極めて高い代わりに防御が低めの近接アタッカー。
鉄製扇子を作ると仲間になる。

## 用語
ミケルティ王国連合
テセトリ地方北部に存在する7つの自治都市の連合体。かつては王国であったが、圧政に耐えかねた市民による反乱が20年前に発生し王政は崩壊、都市ごとに自治を行う都市国家の連合体となった。
市民主導の政策により経済的には栄えているが、個々の都市は人口数万人程度と小規模なため外部の脅威に対して脆く、またかつての権益を取り戻したい王侯貴族の暗躍もあり、政情的には安定しているとは言い難い。
工房都市ユイドラ
ミケルティ王国連合の一都市。内陸の山岳地帯にあるため農業や商業は盛んでないが、鉱物資源の多さとそれを利用した加工技術の高さは連合随一で、市内には工房が多い。
技術水準を維持し、財産でもある技術の流出を防ぐため、工房を営む「工匠」の職業は資格制になっており、無資格で工房を運営しようとする者は厳しく罰せられる。
ディスナフロディ神権国
テセトリ地方南部の大部分を占める、人口280万の大国家。刀剣や鎧兜に代表される武具、瓦葺の建物など、中世の日本のような文化を持ち、技術水準はユイドラよりも低い。「神権国」の名の通り、レウィニアの水の巫女のように国の頂点に神を擁いている。
近年は飢饉により餓死者が出ているような状況で、打開策として他国の侵略も視野に入れている。
運命を切り拓く力
メロディアーナやエリザスレインが度々口にする単語。
『父』が人間にのみ与えた力であるが、それを顕現させた者はいないらしい
ウィルがそれを顕現させていると思わせる発言がメロディアーナやエリザスレインから出る事もある。

## 開発

### キャラクター設定
本作のヒロインの衣装は一人につき八着用意されており、衣装そのものの情報量も多い。
原画家の一人であるやくりはテックジャイアンとのインタビューの中で、「本作に登場するヒロインの衣装を凝りすぎた結果、デザインを覚えていられなくなった」と振り返る一方、のちの自分に大きな影響を与えた作品として本作を挙げている。

## スタッフ
- 原画 - やくり、鳩月つみき、みつき
- シナリオ - 高杉九郎、八雲意宇、若葉
- プログラム -
- 音楽 - クワイア
- 主題歌 - オープニングテーマ「Ars Magna」、エンディングテーマ「虹の彼方」

歌・作詞:オリヒメヨゾラ、作曲:ケニーK

## 関連商品
- 神採りアルケミーマイスター サウンドコレクション
- 神採りアルケミーマイスターアペンドディスク「ハンナさんの巡礼旅行記」
- 神採りアルケミーマイスターコンプリートガイドブック

## 評価
ライターの松田ゆのじは、パソコンゲーム誌編集者・前田尋之の公式サイト「電脳世界のひみつ基地」へ2020年に寄稿した本作のレビュー記事の中で、クラフト要素やアイテム収集要素が充実していて、今（2020年）でも十分楽しめると評価している。
また松田は、ヒロインの衣装が装備としてクラフト可能である点や、衣装によってさまざまなHシーンが見られる点を評価しており、ゲームのシステムがシナリオやHシーンと結びついていると語っている。
その一方で、松田はまじめであるはずの主人公が、ヒロインと恋人同士になった後にサブヒロインと肉体関係を結ぶのは不思議な感じがすると述べ、選ばれなかったヒロインが身を引くから余計おかしな感じがするとも話している。